# NBA All-Star Game 2002
Le NBA All-Star Game 2002 s'est déroulé le 10 février 2002 au First Union Center de Philadelphie. L'équipe de l'Ouest y a battu celle de l'Est 135 à 120.

## Effectif All-star de l'Est
- Michael Jordan (Washington Wizards)
- Allen Iverson (76ers de Philadelphie)
- Jason Kidd (New Jersey Nets)
- Vince Carter (Raptors de Toronto)
- Dikembe Mutombo (76ers de Philadelphie)
- Tracy McGrady (Magic d'Orlando)
- Jermaine O'Neal (Pacers de l'Indiana)
- Ray Allen (Bucks de Milwaukee)
- Paul Pierce (Celtics de Boston)
- Alonzo Mourning (Heat de Miami)
- Shareef Abdur-Rahim (Hawks d'Atlanta)
- Antoine Walker (Celtics de Boston)
- Baron Davis (Charlotte Hornets)

## Effectif All-Star de l'Ouest
- Tim Duncan (Spurs de San Antonio)
- Shaquille O'Neal (Lakers de Los Angeles)
- Kevin Garnett (Timberwolves du Minnesota)
- Chris Webber (Sacramento Kings)
- Elton Brand (Los Angeles Clippers)
- Steve Francis (Rockets de Houston)
- Gary Payton (SuperSonics de Seattle)
- Kobe Bryant (Lakers de Los Angeles)
- Dirk Nowitzki (Mavericks de Dallas)
- Steve Nash (Mavericks de Dallas)
- Wally Szczerbiak (Timberwolves du Minnesota)
- Predrag Stojaković (Sacramento Kings)

## Concours
Vainqueur du concours de tir à 3 points : Predrag Stojaković
Vainqueur du concours de dunk : Jason Richardson